# آکسا ۷۷۸۲
سیارک ۷۷۸۲ (به انگلیسی: 7782 Mony، نامگذاری:1994CY) هفت هزار و هفتصد و هشتاد و دومین سیارک کشف شده‌است که در ۷ فوریه ۱۹۹۴ کشف شد.
قدر مطلق سیارک برابر ۱۳٫۴۰ است.